# فلاش إيرلاينز
فلاش إيرلاينز (بالإنجليزية: Flash Airlines)‏ كانت شركة طيران خاصة ومنخفضة التكلفة مصرية تتمركز بالقاهرة، وتنتمي لشركة مجموعة فلاش السياحية. اشتغلت الشركة بطائرتي بوينغ 737 مصنعتين سنة 1993 تحملان المسافرين في رحلات عالمية وداخلية.

## تاريخ
تأسست الشركة سنة 1995 تحت اسم «هليوبوليس إيرلاينز»، وحصلت على تصريح للعمل سنة 1996 من طرف السلطات المصرية. أصبحت عضوا من مجموعة فلاش سنة 2000، وخلال هذه السنة كانت تمتلك الشركة طائرة من نوع 300-737 وانضمت لها طائرة أخرى من نفس الطراز سنة 2002.
سنة 2002، قامت سلطات الطيران السويسرية ببحث مفاجئ على SU-ZCF وهي واحدة من طائرتي الشركة، فاكتشفوا أن الطائرة تفتقر إلى أقنعة الأكسجين الخاصة بالربان، كما لاحظوا نقصا في صناديق الأكسجين ووجود آلات معطلة في قمرة القيادة، فحجزت سويسرا الطائرة إلى أن اصلحتها شركة «فلاش». بعد عدة أيام منعت سويسرا وبولندا شركة «فلاش» من التحليق فوق أراضيها، بينما توقف المكلفون بالجولات بالنرويج عن توقيع العقود مع الشركة. سنة 2004 اصطدمت SU-ZCF بسطح الماء أثناء الرحلة 604 ل«فلاش» من شرم الشيخ إلى باريس وعبر القاهرة. كشفت التحقيقات عن معايير سلامة ضعيف وعدم إدراك الربان لموقعه، مما أدى إلى أوقفت شركة «فلاش».

## الأسطول

### فلاش إيرلاينز
تكون أسطول فلاش إيرلاينز أثناء عملها من الطائرات التالية:
| الطائرة       | الاسم المسجل | بداية العمل    | توقف العمل   | المصير                                |
| ------------- | ------------ | -------------- | ------------ | ------------------------------------- |
| بوينغ 737-3Q8 | SU-ZCF       | 22 يوليوز 2001 | 3 يناير 2004 | اصطدمت في الرحلة 604 ل"فلاش إيرلاينز" |
| بوينغ 737-3Q8 | SU-ZCD       | 16 فبراير 2002 | 5 مارس 2004  | أصبحت N271LF مع ILFC                  |

### هليوبوليس إيرلاينز
تكونت شركة «هليوبوليس إيرلاينز» قبل اندماجها مع «فلاش» من الطائرات التالية:
| الطائرة                 | الاسم المسجل | بداية العمل    | توقف العمل     | المصير                                                                    |
| ----------------------- | ------------ | -------------- | -------------- | ------------------------------------------------------------------------- |
| إيرباص A310-222         | SU-ZCC       | 27 أكتوبر 1997 | 26 غشت 1999    | اصبحت N453FE مع فيديكس إكسبرس                                             |
| بوينغ 737-3Q8           | SU-ZCE       | 21 أبريل 2000  | 17 ماي 2000    | اصبحت N221LF مع ILFC                                                      |
| بوينغ 737-3Q8           | SU-ZCF       | 23 يونيو 2001  | 22 يوليوز 2001 | بقيت SU-ZCF مع فلاش إيرلاينز                                              |
| بوينغ 737-3Q8           | SU-ZCD       | 16 فبراير 2000 | 27 غشت 2000    | بقيت SU-ZCD مع إكوإير إنترناشنل                                           |
| ماكدونل دوغلاس إم دي-80 | SU-ZCA       | 23 غشت 1996    | 13 فبراير 1998 | اصبحت HK-4137X مع أفيانكا واصطدمت في الرحلة 5017 للخطوط الجوية الجزائرية. |

## حوادث
يوم 3 يونيو 2004 اصطدمت طائرة بوينغ 300-737 المسجلة تحت اسم SU-ZCF أثناء الرحلة 604 ل«فلاش إيرلاينز» بالبحر الأحمر بعد مدة قصيرة من إقلاعها من شرم الشيخ، مات جميع الراكبين ومستخدمو الشركة على متن الطائرة. نتيجة للاصطدام افلست الشركة وتوقفت عن العمل في مارس 2004.

## وصلات خارجية
- الموقع الرسمي لمجموعة فلاش (المعروفة الآن ب«فلاش إنترناشنل»)
- مقال اصطدام شركة «فلاش»
- بلاغ حادثة «فلاش إيرلاينز»